# Преобразование Кэли для матриц
Преобразование Кэли для матриц — называется преобразование квадратной матрицы {\displaystyle A} по формуле {\displaystyle K(A)=(E-A)(E+A)^{-1}}, где {\displaystyle E} - единичная матрица.

## Свойства
- Преобразование Кэли переводит любую кососимметрическую матрицу в ортогональную, а любую ортогональную матрицу {\displaystyle A}, для которой {\displaystyle |A+E|\neq 0} в кососимметрическую[1].